# Primăria din Turda
Primăria din Turda (Piața 1 decembrie 1918 nr.28) a fost construită între anii 1884-1886 în stil Neo-Renaissance (neorenascentist) și a fost inițial sediul prefecturii comitatului Turda-Arieș.
Fosta Prefectură din Turda (actuala Primărie) este înscrisă pe lista monumentelor istorice din județul Cluj, elaborată de Ministerul Culturii din România în anul 2015 (cod LMI CJ-II-m-B-07788).

## Istoric
Clădirea și terenul aferent cuprinde toată partea de est a fostei Piețe de Fân din acea epocă (Piața Regina Maria în perioada interbelică, azi Piața 1 decembrie 1918). De fapt, prefectura urma să fie construită în piața centrală a orașului (azi Piața Republicii). 
Comitatul Turda-Arieș era singurul comitat în acea vreme care n-avea un sediu propriu administrativ, ci închiriase mereu case străine. Se poate, totuși, să fi avut un sediu propriu în vremurile mai îndepărtate, distrus la invaziile tătaro-turcești. 
În secolul al XVIII-lea județul închiriase clădirea depoului din actuala Piața Romană, iar în anul 1849 Casa Miko (Piața Republicii nr.8). În anul 1884 s-a aprobat cumpărarea intravilanelor (cu clădiri cu tot) din Piața de Fân ale familiilor Weer Farkas și Kemery Farkas, apoi alte 2 intravilane, pe care s-a construit apoi așa-zisul Palat al Județului (Prefectura) de către antreprenorul Gyula Hórvath, după planurile arhitectului Halmai Andor. La 15 noiembrie 1885 clădirea s-a terminat, iar la 13 februarie 1886 s-a dat oficial în funcțiune. După desființarea Comitatului Turda-Arieș, clădirea a fost preluată de Primăria orașului.

## Galerie de imagini

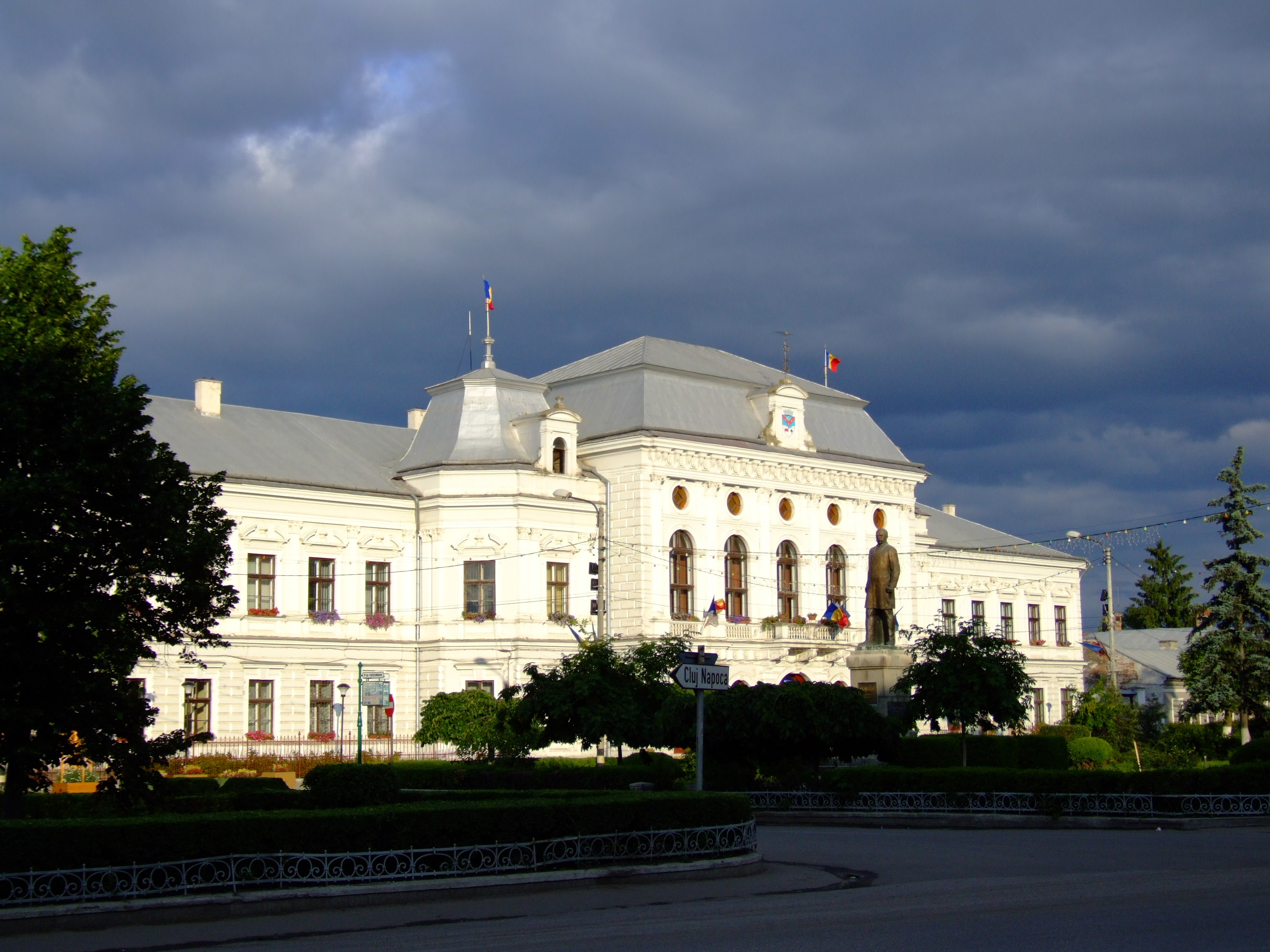
Primăria din Turda
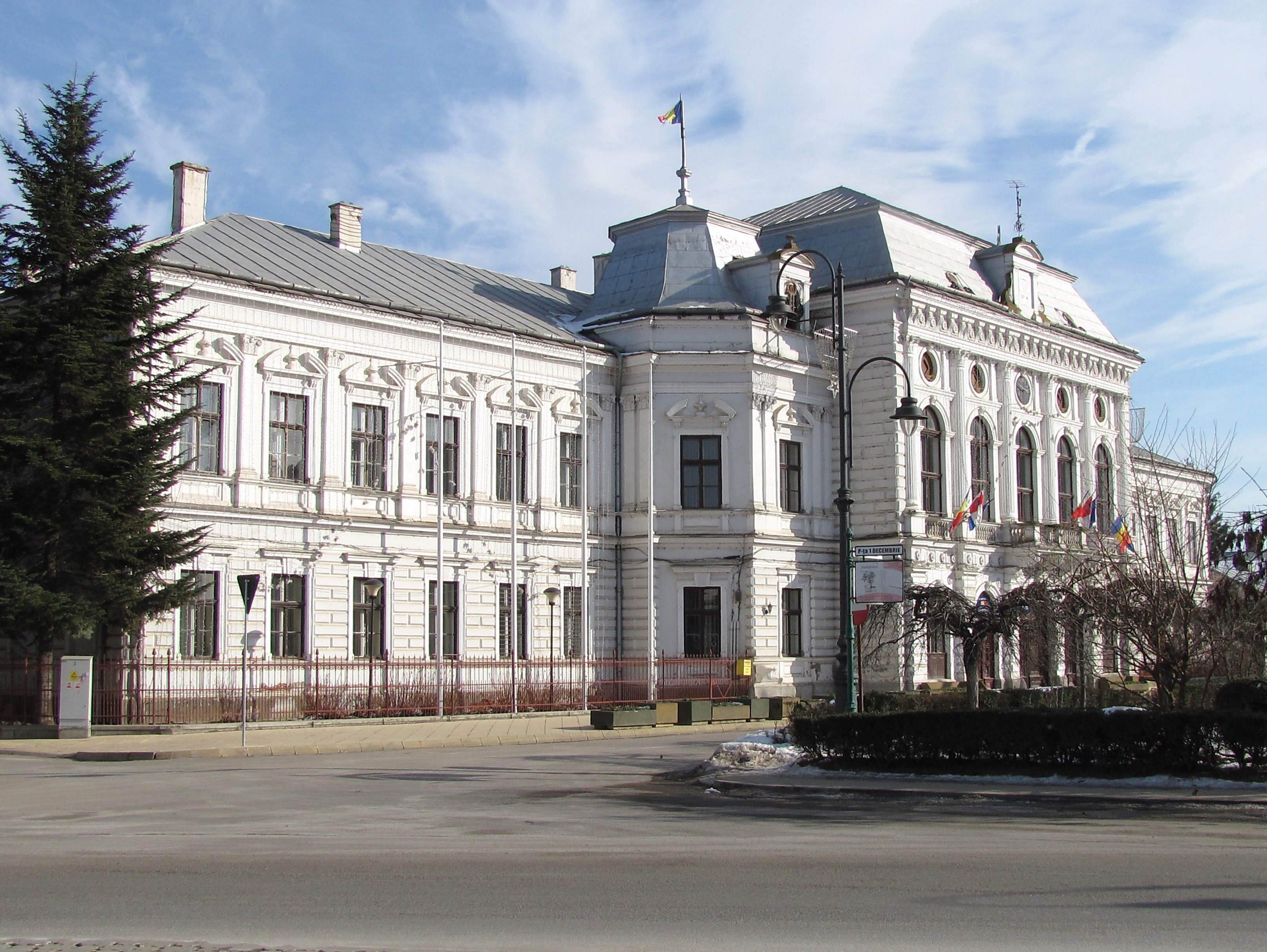
Primăria din Turda
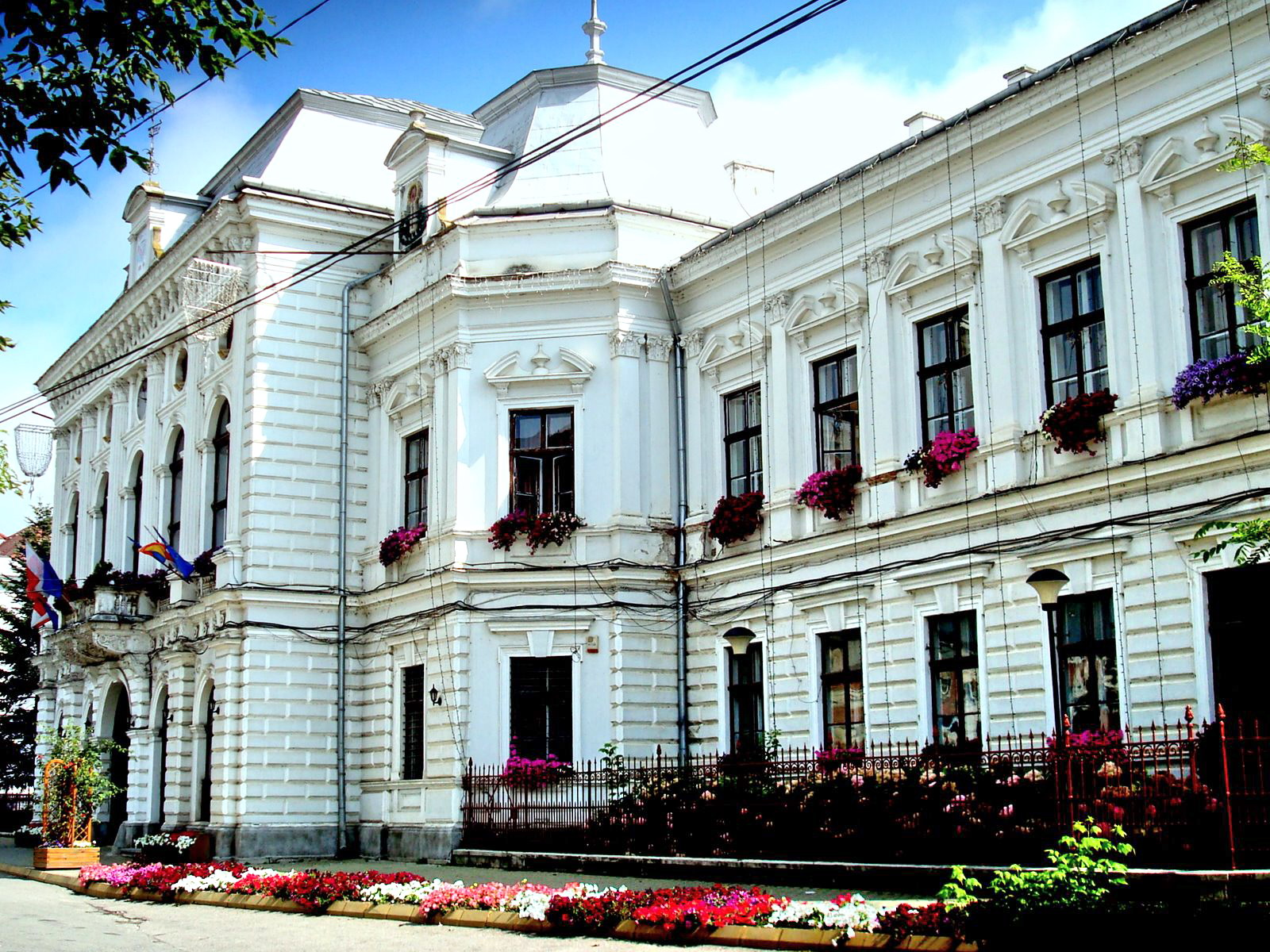
Primăria din Turda
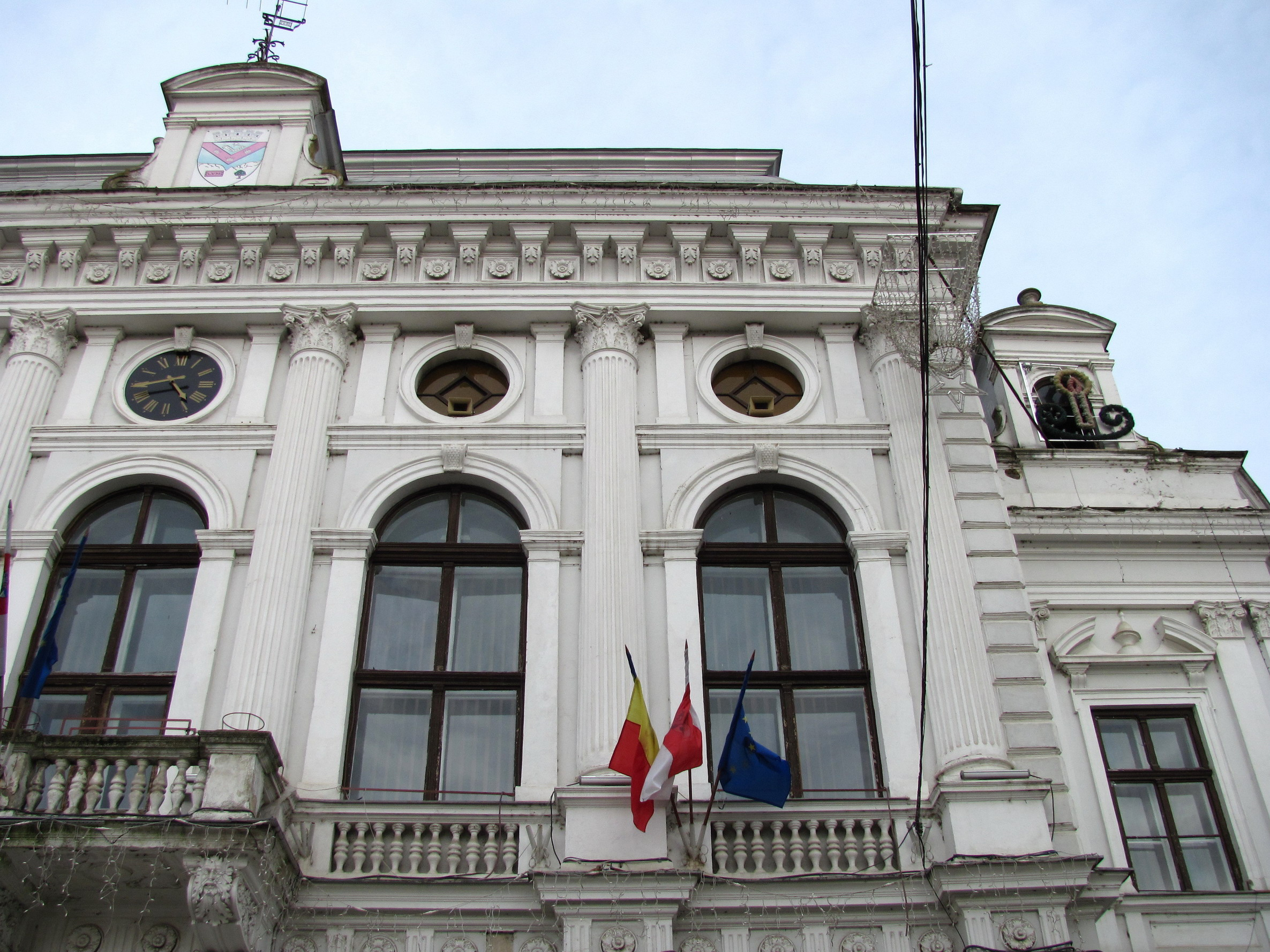
Primăria din Turda (detaliu)
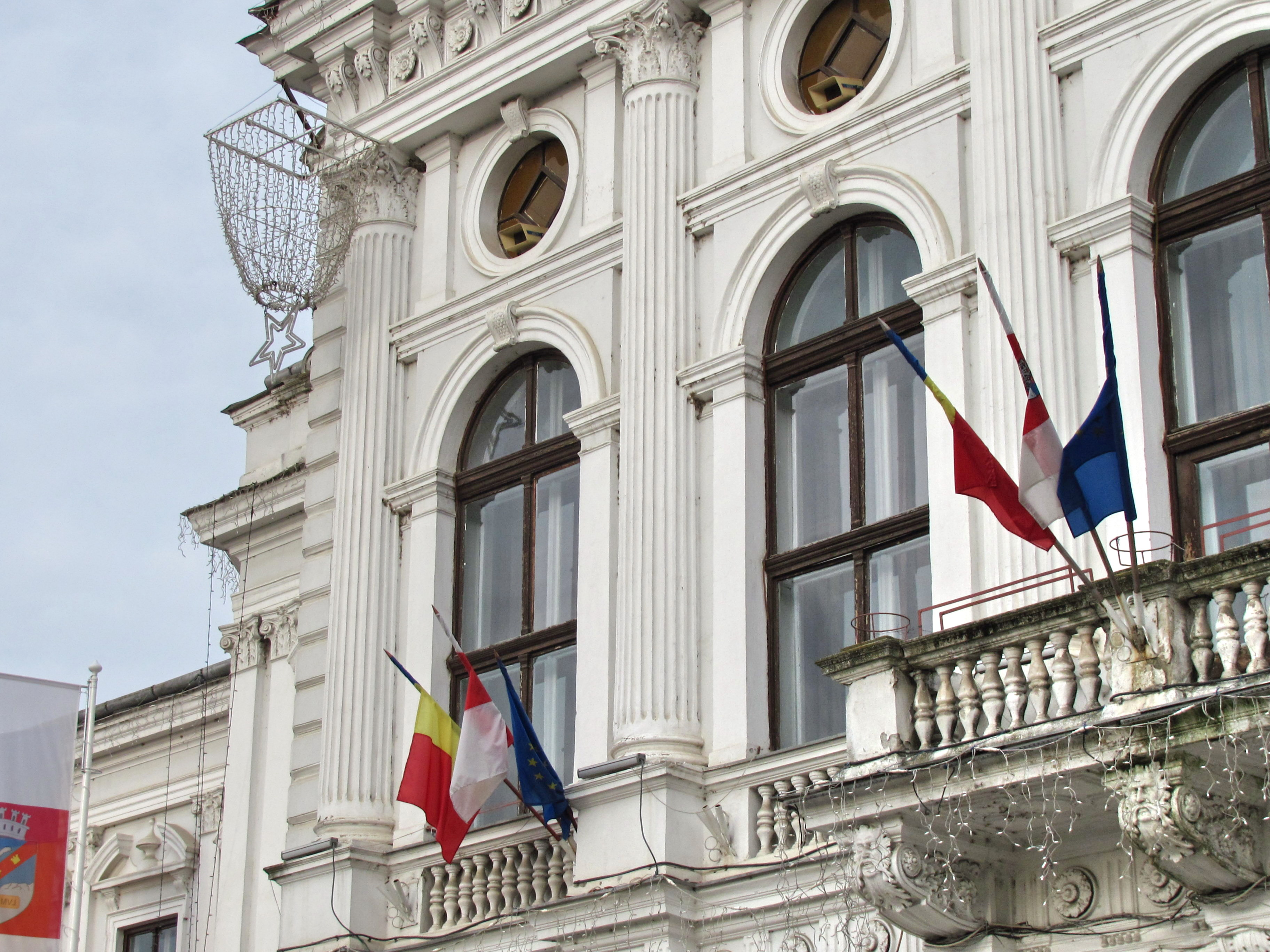
Primăria din Turda (detaliu)
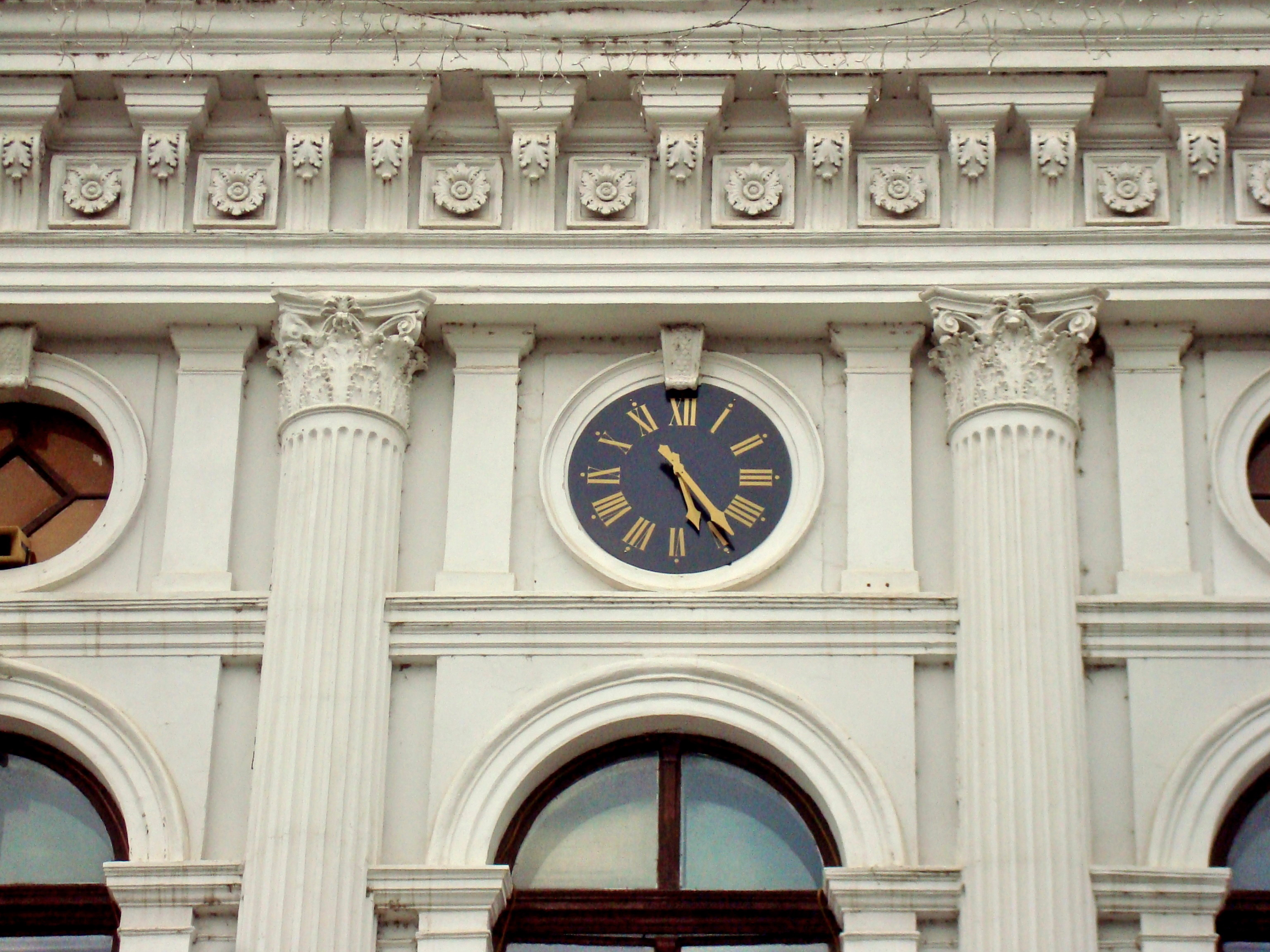
Primăria din Turda (detaliu)
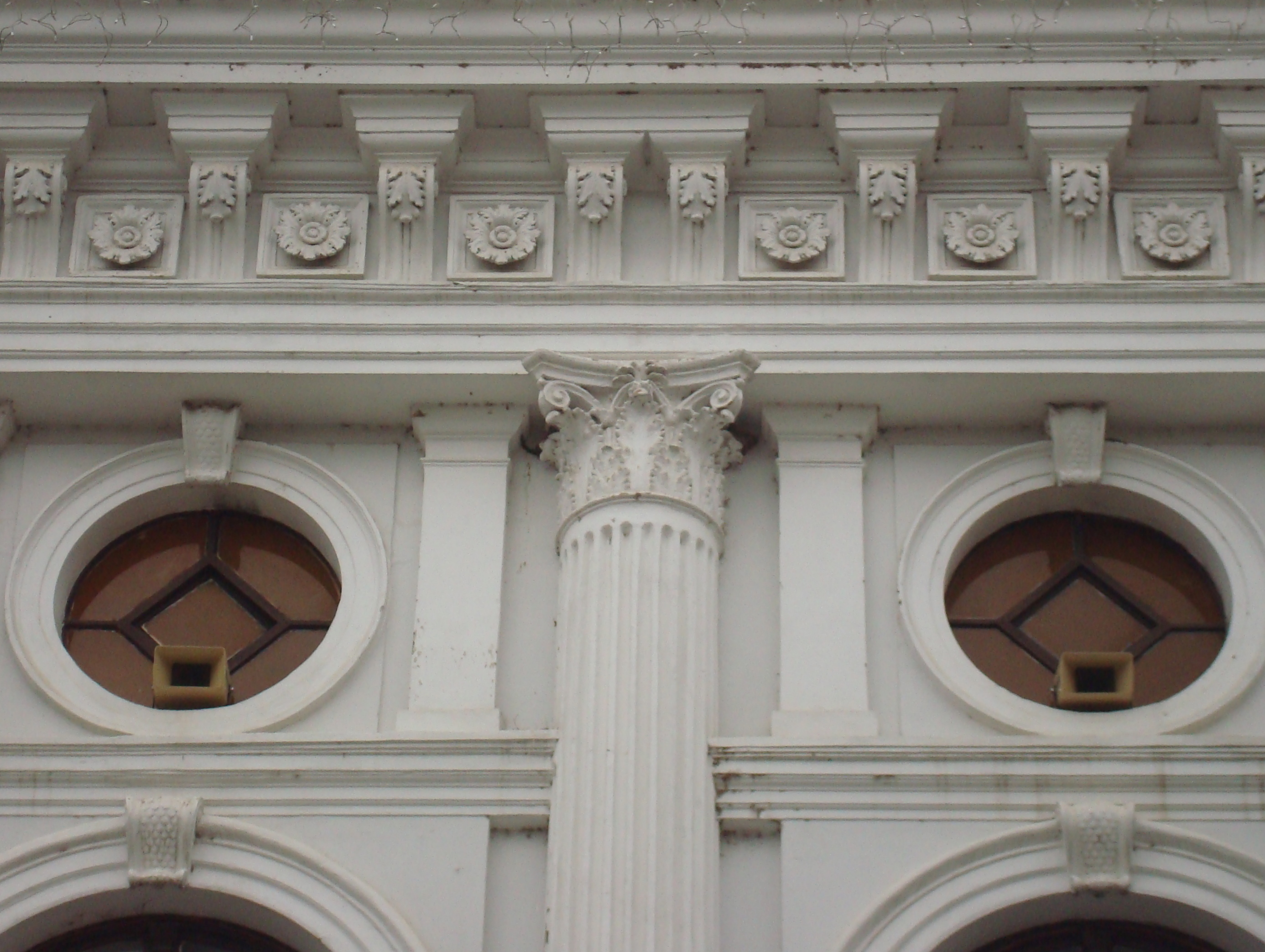
Primăria din Turda (detaliu)
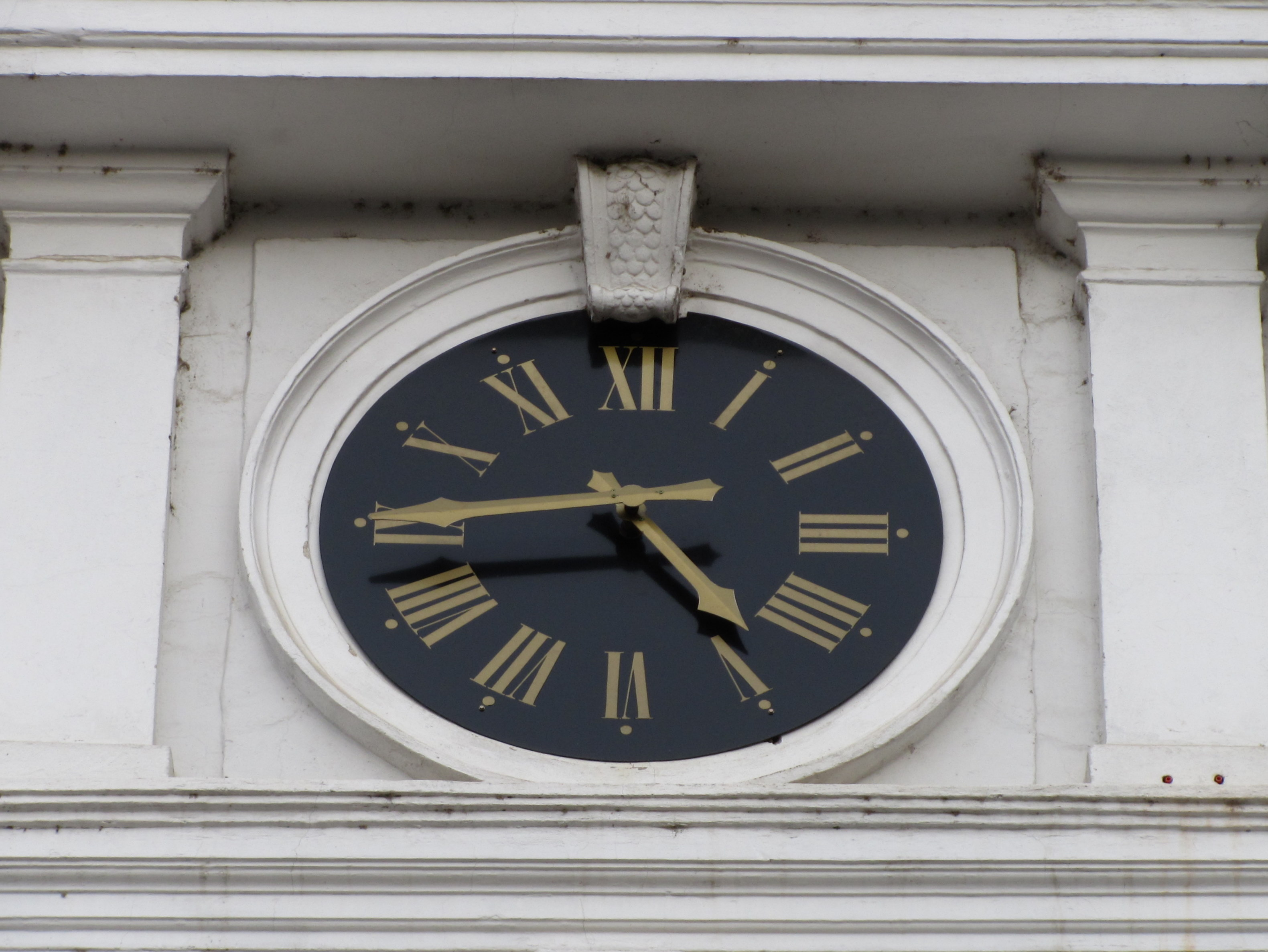
Primăria din Turda (detaliu)
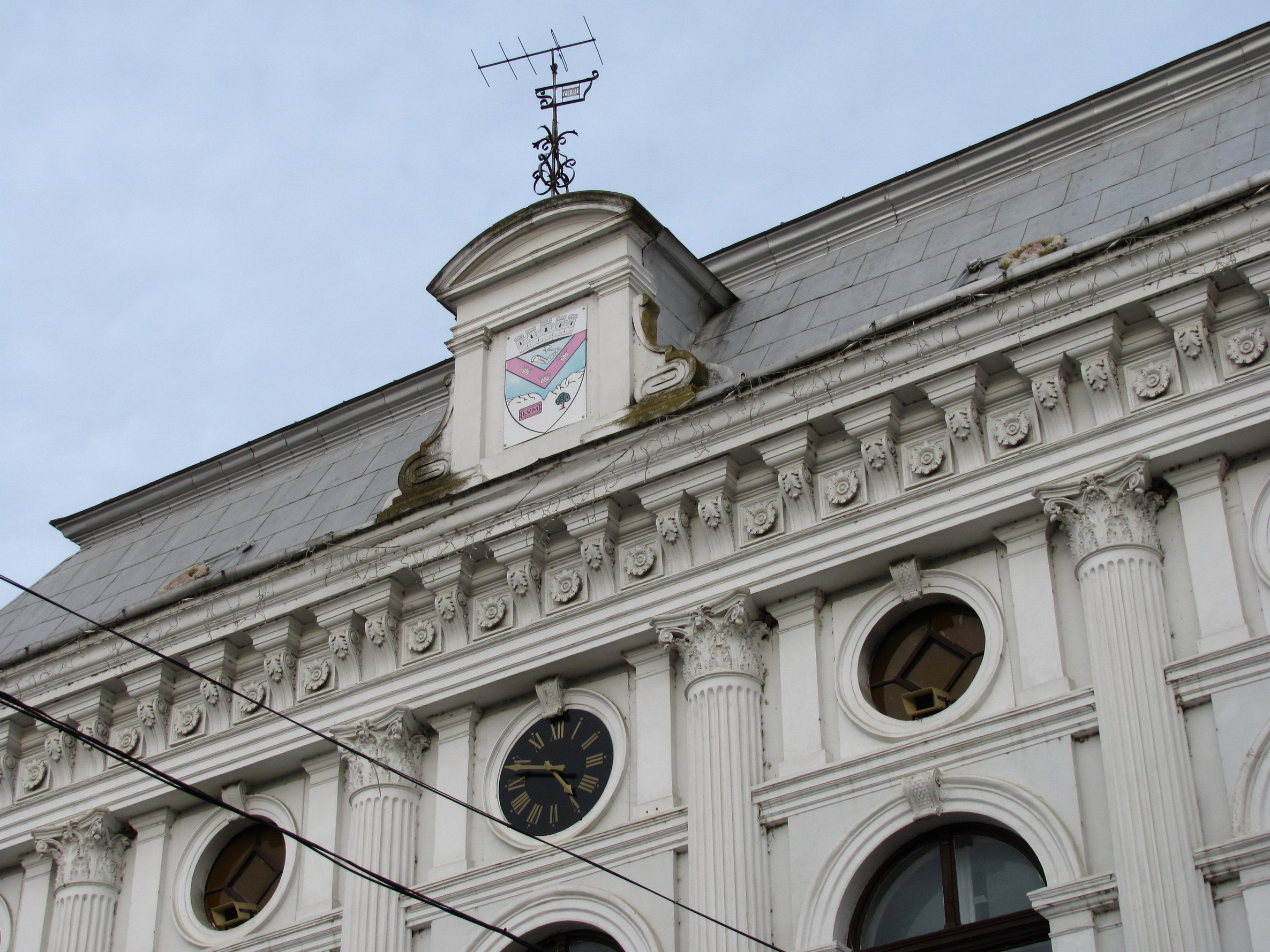
Primăria din Turda (detaliu)
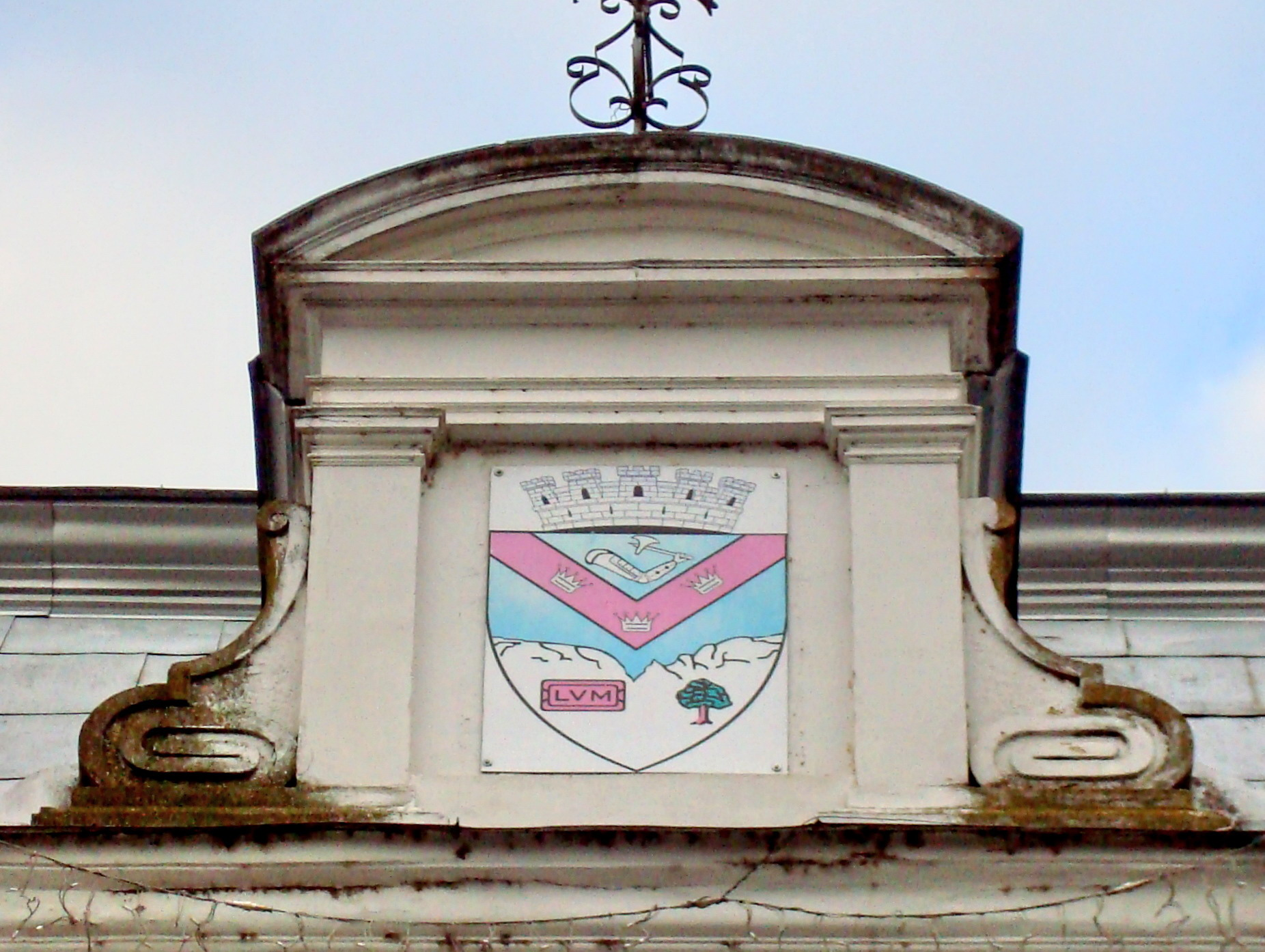
Primăria din Turda (detaliu)
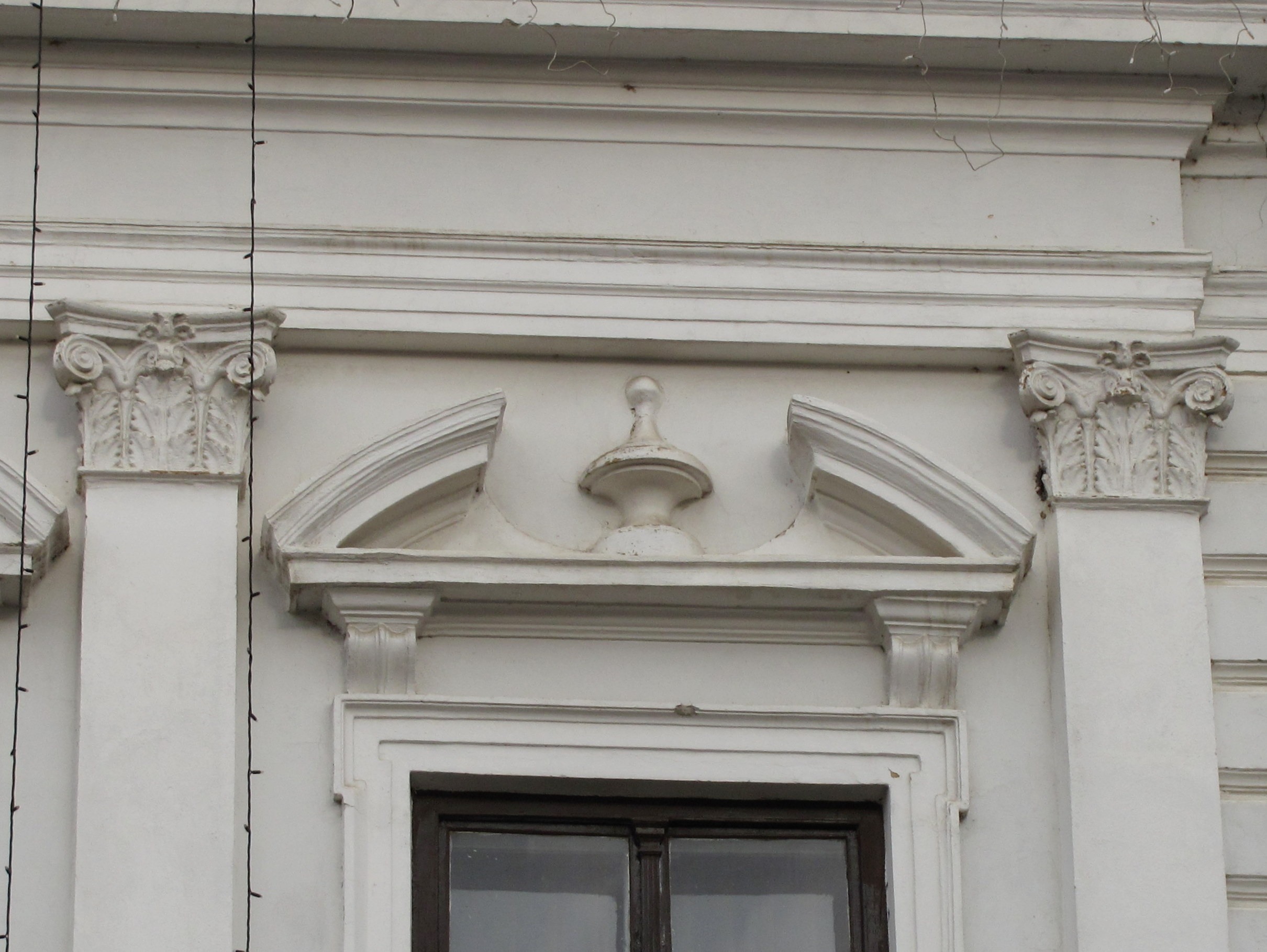
Primăria din Turda (detaliu)
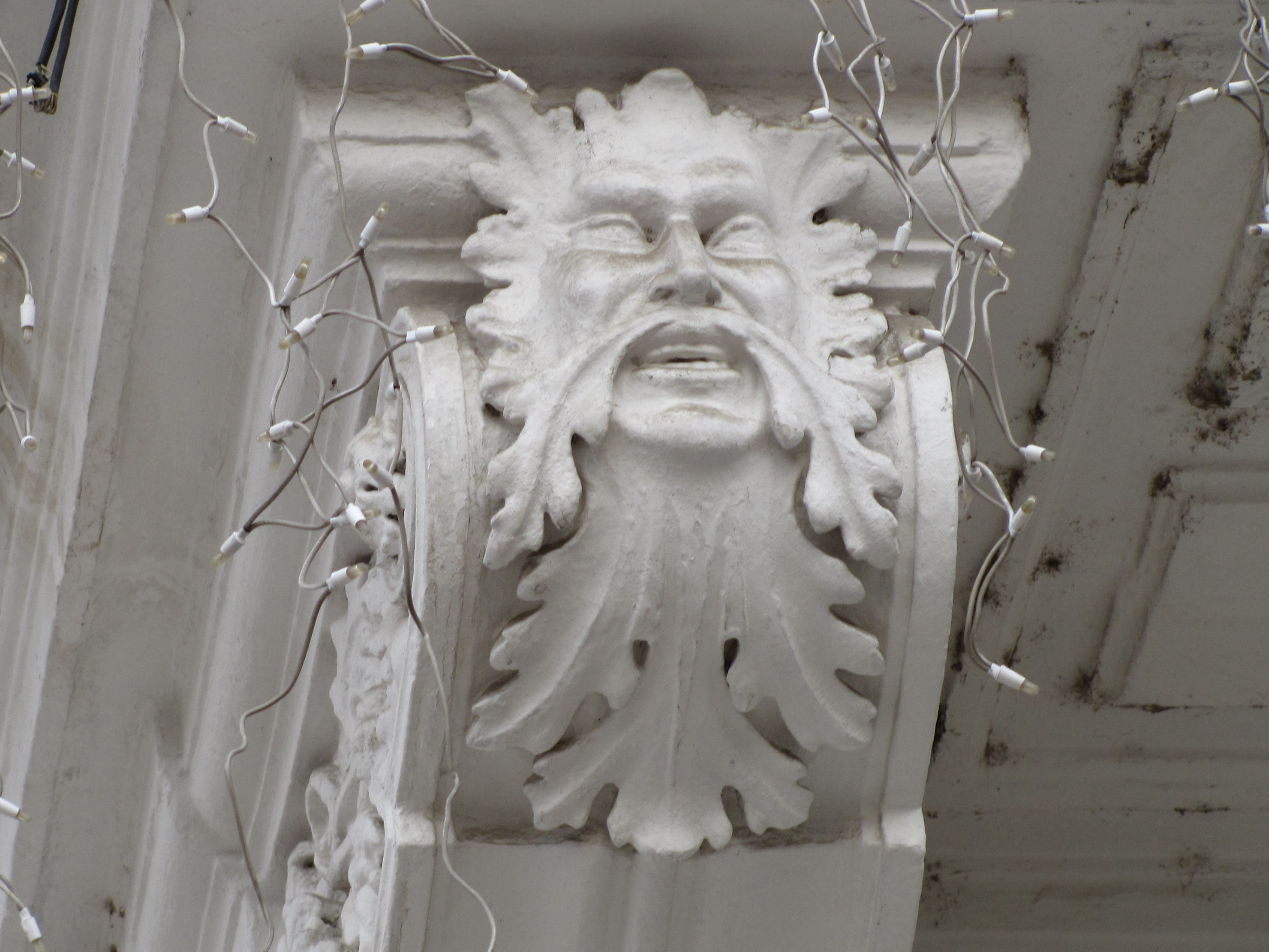
Primăria din Turda (detaliu)
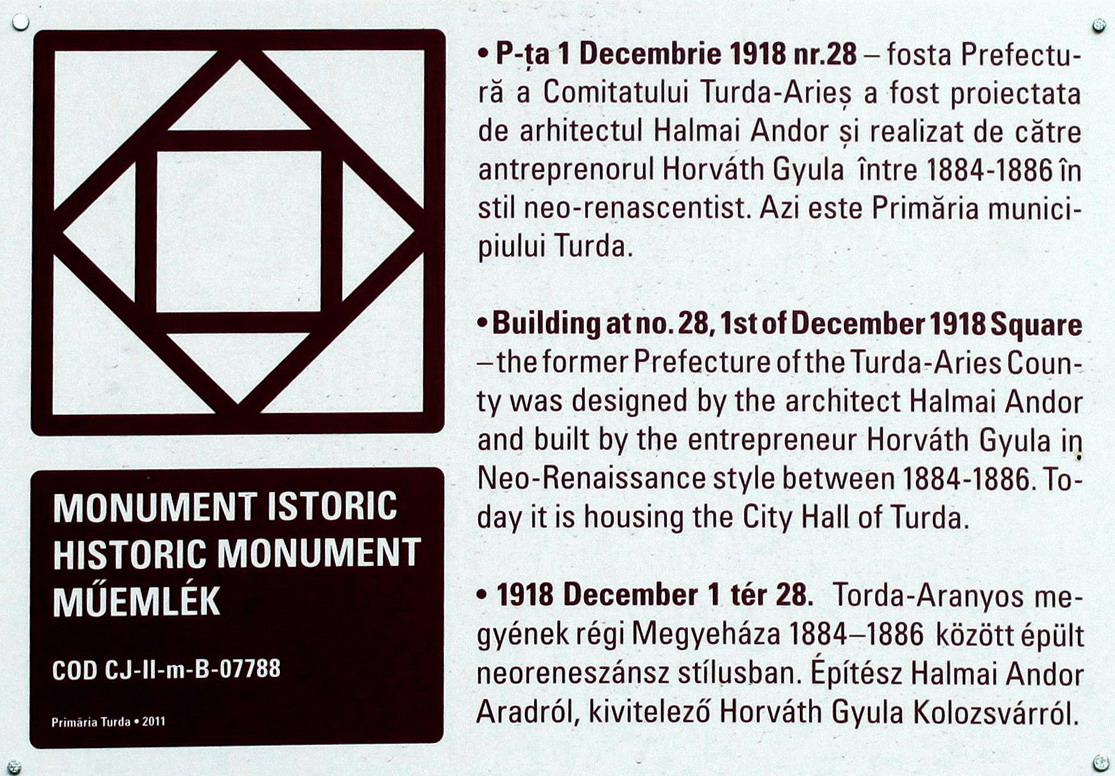
Placă informativă

1. ↑  Monuments database, 7 noiembrie 2017